# Tlön, Uqbar, Orbis Tertius
Tlön, Uqbar, Orbis Tertius ist eine Erzählung von Jorge Luis Borges aus dem Band Fiktionen (span. Ficciones).
Die Geschichte spielt im Entstehungsjahr 1940 und der Erzählhorizont geht bis 1935; die beschriebenen Ereignisse reichen allerdings weiter zurück bis ins 17. Jahrhundert. An die Erzählung ist ein Postskriptum angefügt, in dem der Ich-Erzähler vorgibt, es im Jahr 1947 geschrieben zu haben, obwohl es gleichzeitig mit der Haupterzählung entstanden ist. Es ist – wie auch die zahlreichen Fußnoten – Bestandteil von Borges’ literarischer Beglaubigungsstrategie, die das Prinzip der fiktiven Quellenangabe, das die Erzählung wesentlich bestimmt, unterstützt.
Tlön, Uqbar, Orbis Tertius berichtet, wie Borges und sein Freund Adolfo Bioy Casares in einer einzigen Ausgabe der Anglo-Amerikanischen Enzyklopädie einen Eintrag unter dem Titel Uqbar entdecken. In keinem anderen Nachschlagewerk – weder in anderen Ausgaben dieser Enzyklopädie noch in anderen Lexika oder Atlanten – findet sich das Uqbar genannte Land. Die beiden Freunde spekulieren über den Ursprung dieses Lexikonartikels.
Dieser Artikel ist die erste Spur von „Orbis Tertius“, einer massiven Verschwörung von Intellektuellen, sich eine Welt namens „Tlön“ auszudenken. Dabei verändert sich auch die Erde: im Fortgang der Geschichte begegnen dem Erzähler immer mehr Artefakte aus Tlön und Orbis Tertius, am Ende wird die Erde zu Tlön.
Der Leser erlebt mit, wie sich der Realitätsgehalt der Geschichte immer wieder verändert. Die scheinbare Realität des Anfangs wandelt sich in Fiktion, die wiederum als Fiktion entlarvt wird, worauf sie doch Einfluss auf die reale Welt zu nehmen scheint. Entsprechend ist die Borges-Figur mal als Erzähler und mal als Autor zu interpretieren. Das Spiel mit diesen Ebenen macht den Reiz dieser Geschichte aus, die typisch für Borges’ phantastischen Realismus ist: Wirklichkeit und Fiktion durchdringen einander. Das Eigenleben, das Borges erfundenen literarischen Werken zuerkennt, ist in der Erzählung wie in dem gesamten Band ein tragendes Thema.
Die Erzählung wird allgemein als Allegorie (oder auch Parodie) auf den philosophischen Idealismus angesehen – eines ihrer Hauptthemen ist, wie Ideen sich in der physischen Welt manifestieren. Bis zu einem gewissen Grad ist es auch ein Protest gegen den Totalitarismus.
„Tlön, Uqbar, Orbis Tertius“ hat die Struktur einer Detektivgeschichte in einer verrückt gewordenen Welt. Obwohl es eine Kurzgeschichte ist, ist es voller Anspielungen auf intellektuelle Positionen in Argentinien und der ganzen Welt und nimmt eine Reihe von Themen wie Sprachphilosophie, Epistemologie und Literaturkritik auf.

## Kurzfassung der Geschichte
„Tlön, Uqbar, Orbis Tertius“ folgt einem Ich-Erzähler, der eine fiktionalisierte Version von Borges selbst ist.
Am Anfang scheint Uqbar eine obskure Region im Irak oder in Kleinasien zu sein. In einer Unterhaltung mit Borges erklärt Bioy Casares, er erinnere sich, dass ein Häresiarch (Führer einer ketzerischen Sekte) erklärt habe, „die Spiegel und die Paarung seien abscheulich, weil sie die Zahl der Menschen vervielfachen.“ Borges, beeindruckt von dieser Sentenz, fragt nach ihrer Quelle. Bioy Casares gibt einen Enzyklopädieartikel über Uqbar in der „Anglo-American Cyclopedia“ an. Diese ist ein Nachdruck der Encyclopædia Britannica von 1902. Es stellt sich heraus, dass der Artikel über Uqbar nur in einigen Exemplaren des Werkes zu finden ist.
Borges liest den Artikel genauer und stellt fest, dass die geographischen Angaben in dem Artikel sehr nebelhaft sind und die Ausdehnung des Gebietes nur mit Gebirgen und Flüssen aus der Region selbst erklärt wird. Besonders frappiert ihn ein Hinweis im Abschnitt über die Literatur, dass diese sich niemals auf die Realität bezöge, sondern auf die Phantasiereiche Mlejnas und Tlön.
Nach einem kurzen, realistischen Exkurs über Herbert Ashe, Ingenieur der Süd-Eisenbahnen, einem Freund seines Vaters, finden wir Borges mit einem wichtigeren und überraschenderen Objekt aus dessen Erbschaft: ein Buch in Groß-Oktav, der elfte Band einer Enzyklopädie von Tlön. Auf der ersten Seite und einem Deckblatt aus Seidenpapier ist ein blaues Oval mit der Inschrift „Orbis Tertius“ eingedruckt.
An diesem Punkt geht die Geschichte über Borges und seinen Freundeskreis hinaus. Die Mutmaßung, ob noch mehrere Bände dieser Enzyklopädie existieren (worüber die Meinungen geteilt sind), führt zur Überlegung, die fehlenden Bände und damit Geschichte, Kultur und Sprachen Tlöns zu rekonstruieren.
Darauf folgt eine längere Abhandlung über Sprachen, Philosophie und vor allem die Epistemologie von Tlön, die den Hauptteil der Geschichte bildet. Die Bewohner von Tlön hängen einer extremen Form von Berkeleyschem Idealismus an, der die Realität der Welt leugnet. „Die Welt ist für sie nicht ein Zusammentreffen von Gegenständen im Raum; sie ist eine heterogene Reihenfolge unabhängiger Handlungen. Sie ist sukzessiv, zeitlich, nicht räumlich.“
Eine der imaginären Sprachen von Tlön kennt keine Substantive: Es gibt unpersönliche Verben, die durch einsilbige Suffixe oder Präfixe adverbieller Art näher bestimmt werden. So gibt es kein Wort für „Mond“, aber ein Verb, das man mit „monden“ oder „mondieren“ übersetzen könnte. Das tlönische Äquivalent des Satzes „Der Mond ging über dem Fluß auf“ heißt Hlör u fang axaxaxas mlö, was wörtlich übersetzt etwa lautet: Empor hinter dauerfließen mondet es. Auf Spanisch lautet der Satz: Upa tras perfluyue lunó und Borges fügt auch eine englische Übersetzung an: Upward, behind the onstreaming it mooned. (Man kann wohl davon ausgehen, dass Borges sich der Doppelbedeutung des englischen „to moon“ (d. h. „jemandem den nackten Hintern präsentieren“) bewusst war). In einer anderen Sprache Tlöns wiederum ist die Basis nicht das Verb, sondern das einsilbige Adjektiv, wobei das Substantiv durch die Häufung von Adjektiven gebildet wird. Man sagt nicht „Mond“, sondern luftighell auf dunkelrund oder orangehimmelscheinend.
In einer Welt ohne Substantive und damit ohne „Dinge“ wird ein Großteil der abendländischen Philosophie unmöglich. Ohne Substantive kann es keine deduktiven Ableitungen von ersten Prinzipien a priori geben und auch keine Teleologie, die die Entwicklung von Dingen anzeigt.

Es ist in diesem Konzept auch unmöglich, das Gleiche zu verschiedenen Zeiten zu beobachten, daher gibt es auch keine induktiven Schlüsse a posteriori (Generalisierung aus Erfahrung).

Kurz gesagt: Tlön ist eine Welt Berkeleyschen Idealismus, allerdings mit einem wichtigen Unterschied. Bei Berkeley selbst garantiert Gott eine in sich konsistente Welt. In dieser unbegrenzt wandelbaren Welt wird der „Common Sense“ außer Kraft gesetzt, auch wenn einfachere Gemüter sich an ihren durchsichtigen Tigern und Bluttürmen erfreuen.
Im anachronistischen Postskriptum erfährt der Erzähler und die Welt durch das Auftauchen eines Briefes, dass Uqbar und Tlön erfundene Orte sind, die von einer geheimen und wohltätigen Gesellschaft im frühen 17. Jahrhundert erfunden wurden, zu deren Mitgliedern auch George Berkeley gehörte. Im Lauf der Zeit sei ihnen klar geworden, dass eine Generation nicht ausreicht, um ein Land wie Uqbar zu erfinden. Jeder Meister habe einen Schüler erwählt, der sein Werk in seiner Wissensdisziplin fortführen solle. Allerdings finden sich die nächsten Spuren der Gesellschaft erst zweihundert Jahre später beim (fiktiven) Multimillionär Ezra Buckley aus Memphis (Tennessee), der 1824 mit einem Bundesbruder eine Unterredung hat. Er macht sich über die Bescheidenheit des Plans lustig: In Amerika sei es absurd, ein Land erfinden zu wollen. Er schlägt daher die Erfindung eines Planeten vor. Die Bedingungen hierfür sind das Schreiben einer Enzyklopädie, strengste Geheimhaltung und dass kein Bündnis mit dem „Scharlatan Jesus Christus“ (und damit auch nicht mit dem Gott Berkeleys) eingegangen werden soll.
In den frühen 1940er Jahren (zum Zeitpunkt der Niederschrift der Geschichte also noch in der Zukunft), hört das Projekt auf, ein Geheimnis zu sein und beginnt die reale Welt zu zersetzen. „Um 1942“ beginnen „tlönische“ Objekte in der Welt aufzutauchen, die das Produkt einer geheimnisvollen Wissenschaft und Technologie sind. Die volle vierzigbändige „Enzyklopädie von Tlön“ wird in Memphis gefunden. Allerdings ist der elfte Band etwas anders als der elfte Band des Erzählers: Einige allzu unglaubwürdige Einzelheiten sind herausgenommen oder abgeschwächt, um eine Welt darzustellen, „die mit der realen nicht allzu unvereinbar“ sei.
Am Ende ist die Realität in voller Auflösung und die bisherige Kultur der Erde weicht der Kultur von Tlön. Der Ich-Erzähler Borges ist von dieser Entwicklung angetan. Er formuliert das in einer Wendung, die nahelegt, dass die Übernahme der Ideen Tlöns auch eine Metapher für die sich zur Zeit der Niederschrift der Geschichte ereignende Ausbreitung totalitärer Ideen in Europa ist: „Noch vor zehn Jahren reichte jede den Anschein von Ordnung erweckende Symmetrie – der dialektische Materialismus, der Antisemitismus, der Nazismus – völlig aus, die Menschen zu betören. Wie sollte man sich nicht Tlön unterwerfen, der minutiösen und umfassenden Ersichtlichkeit eines geordneten Planeten? Überflüssig zu erwidern, dass auch die Wirklichkeit geordnet ist“.

## Wirkungsgeschichte
Borges’ Erzählung findet seinen Niederschlag in Karlheinz Essls Streichquartett upward, behind the onstreaming it mooned (2001) wo der Komponist versucht, in Analogie zur Tlön’schen Ursprache eine musikalische Rede ohne melodische Formulierungen zu gestalten.
W.G. Sebald bezieht sich in seinem 1995 erschienenen Roman Die Ringe des Saturn an mehreren Stellen auf Borges’ Erzählung und deren Wirklichkeitssicht.

### Ausgaben
- Erstveröffentlichung in der Zeitschrift Sur, no. 68 (Mai 1940), S. 30–46
- 1941 von Borges in sein Buch El jardín de senderos que se bifurcan und ab 1944 in sein Buch Ficciones aufgenommen
- Faksimiles eines handschriftlichen Manuskripts von Borges in: Michel Lafon (Hrsg.): Jorge Luis Borges. Deux Fictions: "Tlön, Uqbar, Orbis Tertius" et "El Sur", Presses Universitaires de France, Paris 2010, ISBN 978-2-13-058593-0
- Erste deutsche Übersetzung (von Karl August Horst) in: Jorge Luis Borges: Labyrinthe, Hanser, München 1959, S. 142–162
- Fiktionen: Erzählungen 1939–1944. Fischer, Frankfurt a. M. 1992, ISBN 978-3-596-10581-6

### Sekundärliteratur
- Alfonso de Toro: "Borges infinito. borgesvirtual", Olms, Hildesheim, Zürich, New York, 2008, ISBN 978-3-487-13574-8
- John R. Clark: Idealism and Dystopia in ‘Tlön, Uqbar, Orbis Tertius’. In: The International fiction review. 22.1995,1/2, S. 74–79
- Darren John Tofts: The World Will Be Tlön: Mapping the Fantastic onto the Virtual. In: Postmodern Culture: An Electronic Journal of Interdisciplinary Criticism 13.2003,2
- Susanne Zepp: Jorge Luis Borges und die Skepsis, Steiner, Stuttgart 2003, ISBN 3-515-08343-X, S. 96–117
- Silvia G. Dapía: Die Rezeption der Sprachkritik Fritz Mauthners im Werk von Jorge Luis Borges, Böhlau, Köln u. a. 1993, ISBN 3-412-07393-8, S. 63–79